# Puebla de Almenara
Puebla de Almenara è un comune spagnolo di 416 abitanti situato nella comunità autonoma di Castiglia-La Mancia.